# ادلوایس ایر
اِدِلوایس ایر (به انگلیسی: Edelweiss Air) یک شرکت هواپیمایی با کد یاتا WK است که در تاریخ ۱۹ اکتبر ۱۹۹۵ میلادی تأسیس شده‌است. دفتر مرکزی ادلوایس ایر در کولتان، سوئیس واقع شده‌است و به ۵۴ مقصد، پرواز انجام می‌دهد.
این شرکت یکی از شرکت‌های تابعهٔ لوفت‌هانزا است.

## ناوگان هوایی

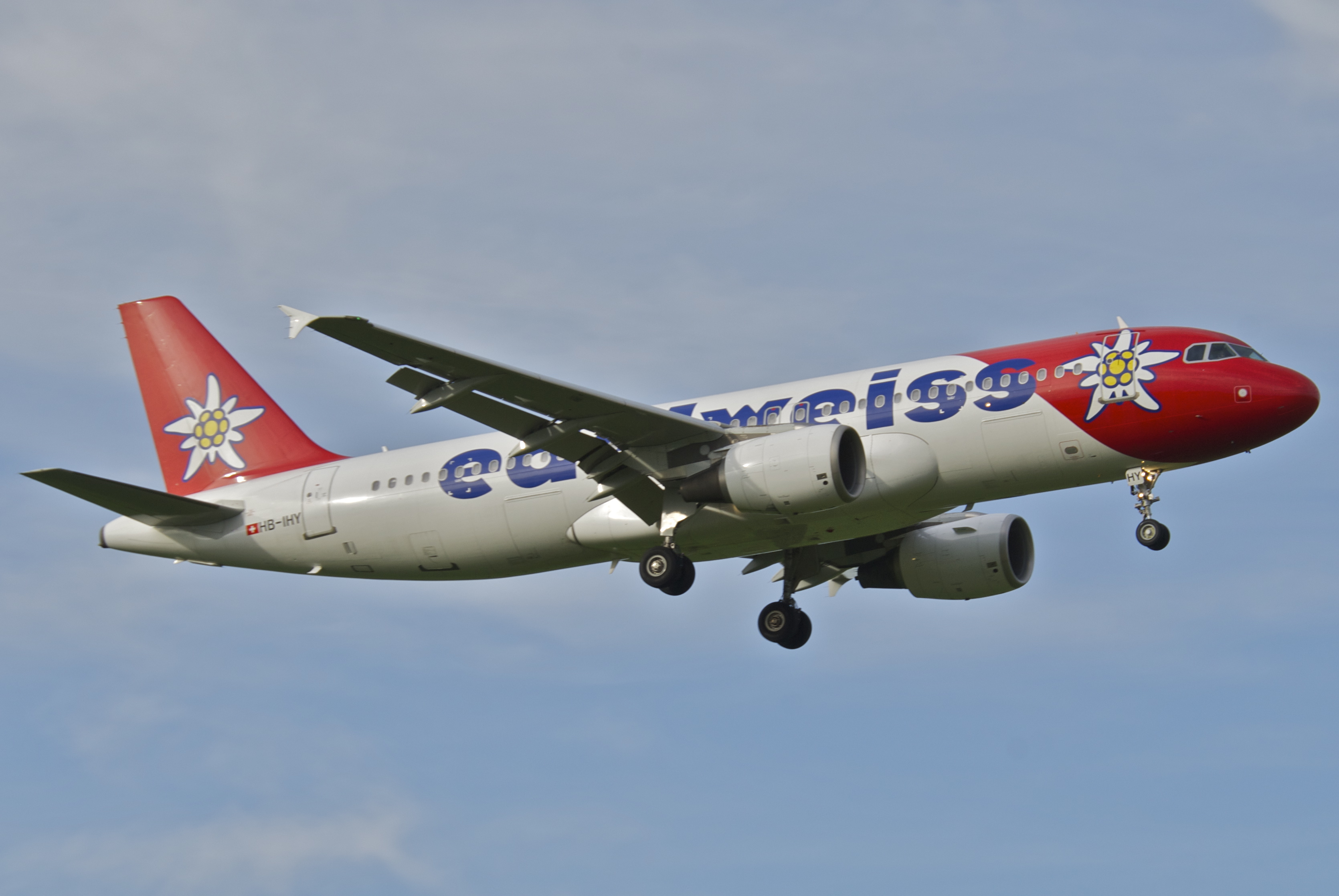
یک فروند ایرباس ای۳۲۰ متعلق به ادلوایس ایر.

در ژانویه ۲۰۱۹ میلادی ناوگان هوایی ادلوایس ایر به شرح زیر است: